# بين أبو الريش وجنينة ناميش
بين أبو الريش وجنينة ناميش ، أحد أعمال الكاتب المصري الراحل يوسف السباعي وهي عبارة عن مجموعة قصصية منفصلة تدور أحداث كل منها في مكان مختلف من أحياء مصر التي عاصرها. المجموعة القصصية عبارة على شكل جولة للكاتب في أحياء ومناطق مصر الشعبية التي جال فيها أثناء طفولته. المجموعة غنية بالشخصيات والحكايات التي برع الكاتب في تصويرها حتى يبدو للقارئ وكأنه يرى شخصياتها. ، وفي المقدمة يهدي الكاتب تلك المجموعة بقوله :
«الإهداء
إلى رفيقي الصبا ...
وزميلي الطفولة...
إلى أخوي ..(محمود) و(أحمد)
أول من جال معي :
بين أبو الريش وجنينة ناميش»

## القصص
- في أبو الريش
- في جنينة ناميش
- في سيدي زينهم
- في الماوردي
- في سيدي الحبيبي
- في البغالة
- في حارة السيدة
- في زين العابدين
- في الخليج المصري
- في الناصرية
- في المبتديان
- في سيدي العتريس